# قضاء يافا
قضاء يافا (بالإنجليزية: District of Jaffa) هو تقسيم إداري سابق في فلسطين التاريخية يعود لفترة للانتداب البريطاني (بين 1920 وحتى 1948)، مركزه مدينة يافا. يقع في الجزء الأوسط لفلسطين على ساحل البحر الأبيض المتوسط، ويحاذيه من الشمال قضاء طولكرم، ويقع قضاء الرملة إلى الشرق والجنوب منه.

## القرى المُهجرة
يافا، سلمة، الجماسين الغربي، عرب السوالمة والعباسية،الشيخ مونس،يازور، أبو كشك، الخيرية، بيت دجن، الحرم (سيدنا علي)، كفرعانة، ساقية، السافرية، الجماسين الشرقي، فجة، بيار عدس، إجليل، إجليل الشمالية، المسعودية، المويلح، المر، جريشة ورنتية.

## السكان اليوم

### السكان المهجرين في الضفة الغربية
يشكل اللاجئين من قضاء يافا ما يقرب من 20% من اللاجئين المسجلين في الضفة الغربية، مع تواجد له ثقل في مخيم عسكر ومخيم بلاطة. ويشكل اللاجئين من يافا، سلمة، الجماسين الغربي، عرب السوالمة والعباسية أكثر من 50% من اللاجئين المسجلين من قضاء يافا في الضفة الغربية.